# Старый Кебезень
Старый Кебезень, Старый Кабезень — село в Турочакском муниципальном районе Республики Алтай России. Входит в состав Кебезенского сельского поселения.

## География
Находится в полутора километрах от центра села Кебезень, фактически являясь его верхним микрорайоном. Протекает река Кебезенка. Старый Кебезень окружают горы до 1000 метров высотой, покрытые хвойными деревьями (кедр, сосна, пихта), и осиной, березой.
Центральная часть населённого пункта расположена на высоте 466 метров над уровнем моря.

## Население
| 2010 | 2011 | 2012 | 2013 | 2014 | 2015 |
| ---- | ---- | ---- | ---- | ---- | ---- |
| 153  | →153 | ↗154 | ↘151 | ↘148 | ↘145 |
| 2016 |      |      |      |      |      |
| ↗149 |      |      |      |      |      |

## Инфраструктура
Основные инфраструктурные объекты — в с. Кебезень, где есть школа, фельдшерско-акушерский пункт, православная церковь.
в селе нет водопровода

## Транспорт
Проездная дорога в Кебезень, где проходит дорога от Горно-Алтайска до Телецкого озера «Бийск — Турочак — Верх-Бийск» (идентификационный номер 84К-11). 